# Fête Saint-Michel (Toulouse)
Pour les articles homonymes, voir saint-Michel.
La fête Saint-Michel est la fête foraine annuelle de Toulouse, dans la Haute-Garonne.

## Historique
La fête Saint-Michel se tient traditionnellement chaque année de la fin septembre au début octobre, autour de la Saint Michel qui est célébrée en France le 29 septembre. Elle dure trois semaines.
Pendant longtemps la fête se tient sur les allées Jules-Guesde, située à l'entrée sud du centre-ville de Toulouse. Elle déménage en 2011 en raison de travaux pour la construction d'une ligne de tramway. Elle est organisée depuis sur l'esplanade du Zénith de Toulouse, rive gauche.
En 2020, la fête fut annulée à cause de la crise sanitaire liée au Covid-19.

## Description
Elle accueille 130 manèges, elle est une des plus grandes fêtes foraines de France.